# 赫里申卡河
赫里申卡河（羅馬化：Hryshynka）是烏克蘭東部的河流，屬於貝克河的左支流，河道全長26公里，流域面積167平方公里，雨水主要來自融雪，每年十二月至翌年三月結冰，河畔城鎮有頓內茨克州的波克羅夫斯克。